# Adam Blacklaw
Adam Blacklaw (2 de setembro de 1937 - 28 de fevereiro de 2010) foi um futebolista escocês.